# Liste von Schriften zur Rassenlehre
Die Liste von Schriften zur Rassenlehre bildet in Form einer chronologischen Liste von Veröffentlichungen die Geschichte des wissenschaftlichen Diskurses um „menschliche Rassen“ ab.
Gesammelt werden darin Publikationen der theoretischen und empirischen Rassenlehre, deren Aussagen über „Menschenrassen“ nach heutigen wissenschaftlichen Standards obsolet sind, die aber mit wissenschaftlichem Anspruch auftraten und in der zeitgenössischen wissenschaftlichen Community und in der Öffentlichkeit als valide wissenschaftliche Arbeiten rezipiert wurden.
Aufgeführt sind daneben auch Werke, die – ohne selbst rassenideologische Inhalte aufzuweisen – im wissenschaftlichen Diskurs um die Existenz von Rassen diskutiert worden sind, sei es, weil ihnen rassenideologische Inhalte zugeschrieben worden sind, sei es, weil der These von der Existenz von Rassen darin widersprochen wurde.

## 17. Jahrhundert
- Robert Boyle: Experiments and Considerations Touching Colours, with Observations on a Diamond that Shines in the Dark. 1664 (Vollansicht der Londoner Ausgabe von 1670 in der Google-Buchsuche).

Boyle argumentierte, dass alle Arten von Menschen, unabhängig von ihrer Verschiedenheit, ein und denselben Ursprung haben, nämlich die Stammeltern Adam und Eva.
- François Bernier: Nouvelle division de la terre par les différentes espèces ou races d’hommes qui l’habitent. In: Journal des sçavans. Band 6. Paris 1684, S. 133–140.

Gilt als eine der ersten Publikationen, in denen vorgeschlagen wurde, die Menschheit in „Rassen“ einzuteilen.

## 18. Jahrhundert
- Richard Bradley: A Philosophical Account of the Works of Nature […]. Mears, London 1721 (Digitalisat).

Bradley unterschied fünf Arten von Menschen: 1. weiße Europäer mit Bärten, 2. weiße Amerikaner ohne Bärte (Indianer), 3. weiße Menschen mit kupferfarbener Haut, kleinen Augen und schwarzem Haar, 4. schwarze Menschen mit glattem schwarzen Haar, 5. schwarze Menschen mit lockigem Haar.
- Carl von Linné: Systema Naturae. Leiden 1735 (Digitalisat).

Linné unterschied nach ihren Hautfarben und ihrer geografischen Verbreitung vier Varietäten des Menschen: weiße Europäer, rote Indianer, gelbe Asiaten und schwarze Afrikaner.
- Henry Home Kames: Sketches on the History of Man. Strahan and Cadell, Edinburgh 1774 (Vollansicht der gekürzten Ausgabe von 1776 in der Google-Buchsuche – 2 Bände).

Kames war Polygenist und davon überzeugt, dass Gott in verschiedenen Teilen der Erde verschiedene Spezies von Menschen geschaffen habe.
- John Hunter († 1809): Disputatio inauguralis, quaedam de hominum varietatibus, et harum causis, exponens […]. Edinburgh 1775 (Digitalisat).

Der schottische Arzt, der nicht mit dem bedeutenderen gleichnamigen Chirurg zu verwechseln ist, glaubte, dass die „Negriden“ weiß geboren werden und ihre dunkle Haut erst durch die Sonnenstrahlung erwerben.
- Georges-Louis Leclerc de Buffon: Supplément à l’Histoire Naturelle. 14 Bände. Paris 1774–1789 (Digitalisat).

Buffon war Monogenist, glaubte also, dass alle Menschenrassen denselben Ursprung haben. Die Unterschiede zwischen den verschiedenen Varietäten erklärte er mit einer „Degenerationstheorie“, d. h. er nahm an, Adam und Eva seien weiß gewesen, aber Umweltfaktoren wie Klima, Krankheiten und Ernährung haben zu einer Diversifizierung bzw. zu einer Verschlechterung bestimmter Populationen geführt.
- Johann Friedrich Blumenbach: De generis humani varietate nativa. Friedrich Andreas Rosenbusch, Göttingen 1775. Digitalisat. Abgerufen am 17. Oktober 2024.

Blumenbach teilte mit Buffon den Monogenismus und die Degenerationstheorie. Er postulierte fünf Rassen: eine kaukasische Rasse sowie eine mongolische, eine negride, eine amerikanische und eine malayische Rasse.
- Immanuel Kant: Von den verschiedenen Racen der Menschen. In: Johann Jacob Engel (Hrsg.): Der Philosoph für die Welt. Band 3. Dyck, Leipzig 1777, S. 125–164 (eingeschränkte Vorschau in der Google-Buchsuche – Erstmals 1775).
- Immanuel Kant: Bestimmung des Begriffs einer Menschenrace. In: Berliner Monatsschrift. November 1785, S. 390–418 (eingeschränkte Vorschau in der Google-Buchsuche).

Kant hat den Begriff der Rasse nur mit Einschränkungen verwendet, anerkannte aber verschiedene Klassen von Menschen, die er an ihrer Hautfarbe unterschied.
- Christoph Meiners: Grundriß der Geschichte der Menschheit. Meyersche Buchhandlung, Lemgo 1785. Digitalisat. Abgerufen am 17. Oktober 2024.
- Christoph Meiners: Über die Natur der afrikanischen Neger, und die davon abhangende Befreyung, oder Einschränkung der Schwarzen. In: Göttingisches Historisches Magazin. Band 6, Nr. 3, 1790, S. 385–456.

Meiners, ein Zeitgenosse und Göttinger Kollege von Blumenbach, war als Autor rassenkundlicher Schriften weniger populär als dieser, aber weitaus produktiver. Meiners war überzeugt, dass menschliche Rassen nicht nur unterschieden und charakterisiert, sondern auch in eine Rangordnung gestellt werden können. An der Spitze der Rassen stand für ihn die kaukasische.
- Thomas Jefferson: Notes on the State of Virginia. Philippe Denis Pierres, Paris 1785. Digitalisat. Abgerufen am 17. Oktober 2024.

Der amerikanische Wissenschaftler, Politiker und Sklavenhalter beschrieb die Afroamerikaner als den Weißen körperlich und geistig unterlegen und bekannte sich damit zur White Supremacy.
- Samuel Stanhope Smith: Essay on the Causes of Variety of Complexion and Figure in the Human Species. Philadelphia 1787 (Vollansicht in der Google-Buchsuche – Eine erweiterte Fassung wurde 1810 unter demselben Titel publiziert.).

Smith, ein amerikanischer presbyterianischer Pfarrer und Gelehrter, dem an der Gleichheit der Menschen gelegen war, argumentierte, dass die Dunkelhäutigen im Grunde Weiße seien, in tropischen Klimazonen als Folge einer Überproduktion von Galle aber von einer Art extrem großer Sommersprosse überzogen werden.
- Petrus Camper: Verhandeling over het natuurlijk verschil der wezenstrekken in menschen van onderscheiden landaart en ouderdom; over hat schoon in antyke beelden en gesneedene steenen. B. Wild, J. Altheer, Utrecht 1791 (Vollansicht in der Google-Buchsuche). Digitalisat der deutschen Übersetzung. In: Universitätsbibliothek der Humboldt-Universität. Abgerufen am 19. Oktober 2024.

Der niederländische Chirurg erfand den Camper'schen Gesichtswinkel und gilt als erster, der Kraniometrie verwendete, um körperliche Unterschiede zwischen verschiedenen menschlichen Varietäten zu beschreiben.
- Charles White: Account of the Regular Gradation in Man. C. Dilly, London 1799.

White war ein weiterer Vertreter des Polygenismus und davon überzeugt, dass Gott die verschiedenen Varietäten des Menschen, die er als verschiedene Spezies sah, unabhängig voneinander geschaffen habe.
- Benjamin Rush: Observations Intended to Favour a Supposition That the Black Color (As It Is Called) of the Negroes Is Derived from the Leprosy. In: Transactions of the American Philosophical Society. Band 4, 1799, S. 289–297, doi:10.2307/1005108, JSTOR:1005108.

Rush, Arzt, Politiker und einer der Gründerväter der Vereinigten Staaten, war Abolitionist und argumentierte, die dunkle Haut der Afroamerikaner sei kein Kennzeichen einer menschlichen Rasse oder Varietät, sondern Symptom einer vererblichen, nicht ansteckenden Form der Lepra, die überdies sogar heilbar sei.

## 19. Jahrhundert

### 1801–1820
- Georges Cuvier: Le Règne Animal distribué d'après son organisation, pour servir de base à l'histoire naturelle des animaux et d'introduction à l'anatomie comparée. Deterville, Paris 1816 (4 Bände).

Der französische Zoologe war Polygenist und postulierte drei menschliche Rassen: eine weiße kaukasische, eine gelbe mongolische und eine schwarze äthiopische. Adam und Eva seien kaukasisch gewesen, was für ihn die – als höherwertig eingestufte – kaukasische Rasse zur ursprünglichen menschlichen Rasse macht.

### 1821–1840
- Adolphe Quetelet: Sur l'homme et le développement de ses facultés, ou Essai de physique sociale. Bachelier, Paris 1835 (2 Bände). Digitalisat beider Bände. In: Internet Archive. Abgerufen am 31. Oktober 2024.

Der Begründer der modernen Sozialstatistik hat die anthropometrische Methode popularisiert und in seinen Studien u. a. die „Rasse“ der Probanden erhoben.
- Friedrich Tiedemann: On the Brain of the Negro, compared with that of the European and the Orang-Outang. London 1836. Digitalisat der deutschen Übersetzung von 1837. Abgerufen am 17. Oktober 2024.

Der deutsche Anatom und Physiologe war, obwohl ein Schüler Cuviers, einer der ersten Kritiker des Konzepts der menschlichen Rassen.
- Samuel Morton: Crania Americana. Or, A Comparative View of the Skulls of Various Aboriginal Nations of North and South America: To which is Prefixed An Essay on the Varieties of the Human Species. J. Dobson, Philadelphia 1839 (Vollansicht in der Google-Buchsuche).

Morton hat große Zahlen von Schädeln vermessen, um jeweils das Gehirnvolumen zu bestimmen. Aus seinen Befunden schloss er, dass die europäische Rasse das größte Hirn und damit die größte Intelligenz besitze, während die Asiaten, die Indianer und insbesondere die afroamerikanischen Sklaven den Europäern in beiderlei Beziehung unterlegen seien. Unter anderem Stephen Jay Gould (The Mismeasure of Man, 1981) hat in Mortons Studie später schwerwiegende methodische Fehler aufgewiesen.

### 1841–1860
- Anders Adolf Retzius: Om formen af Nordboernes Cranier. P. A. Norstedt et Söner, Stockholm 1843. Digitalisat. In: marcus.uib.no. Abgerufen am 30. Oktober 2024. Deutsch: Über die Schädelformen der Nordbewohner. In: Archiv für Anatomie, Physiologie und wissenschaftliche Medicin. Berlin 1845, S. 84–129.

Der schwedische Anatom und Anthropologe Retzius war ein Pionier der Kraniometrie und vermaß archäologisch sichergestellte Schädel, um deren Charakteristik zu erfassen. Er gilt als Erfinder des „Schädelindexes“. Bei den langschädeligen Völkern („Dolichocephalæ“) mit geradem Kinn („Orthognathæ“) unterschied Retzius sechs Gruppen: Gallier, Kelten, Briten, Schotten, Germanen und Skandinavier.
- Gustav Friedrich Klemm: Allgemeine Culturgeschichte der Menschheit. B. G. Teubner, Leipzig (10 Bände, 1843–1852).
- Gustav Friedrich Klemm: Die Verbreitung der activen Menschenrassen über den Erdball. B. G. Teubner, Leipzig 1845.

Klemm, ein deutscher Anthropologe, der maßgeblich zur Einführung des Kulturbegriffs in den wissenschaftlichen Diskurs beigetragen hat, unterschied drei Stufen der Kulturentwicklung (Wildheit, Zähmung und Freiheit) und sah die Menschheit gegliedert in eine aktive und eine inaktive Rasse, denen er jeweils unterschiedliche Mentalitäten und Temperamente zuschrieb. Die Europäer, als Population, die sich über die Erde verbreitete, bildeten für ihn die „aktive Rasse“, der er männliche Eigenschaften zuschrieb, während deren Widerpart nach Klemm weibliche Züge trug.
- Carl Gustav Carus: Über die ungleiche Befähigung der verschiedenen Menschenstämme für höhere geistige Entwicklung. F. A. Brockhaus, Leipzig 1849.

Carus unterschied „Tagvölker“ und „Nachtvölker“. Allein den ersteren – gemeint waren damit die weißen Europäer – schrieb er eine „Befähigung zur höchsten geistigen Entwicklung“ und eine  Berechtigung zu, ihre „Macht über alle Teile der bewohnten Erde“ einschließlich der schwarzen Kolonialvölker auszubreiten.
- Robert Knox: The races of men. A fragment. Renshaw, London 1850 (Vollansicht in der Google-Buchsuche).

Der schottische Arzt und Gelehrte hielt Rasse für die Grundlage der Zivilisation und war überzeugt, dass die weiße Rasse allen anderen überlegen sei. Jede Rasse sei an ein bestimmtes Habitat angepasst und könne in anderen auf die Dauer nicht überleben. Die Britischen Inseln seien von vier Rassen bevölkert: einer sächsischen, einer keltischen, einer slavonischen und einer sarmatischen.
- Arthur Schopenhauer: Parerga und Paralipomena. A. W. Hayn, Berlin 1851 (Vollansicht in der Google-Buchsuche – Über Menschenrassen: Band 2, Kapitel 6, § 94).

Der deutsche Philosoph war überzeugt, dass – abgesehen von den Alten Ägyptern und den Klassischen Hindus – nur die weißen Rassen höchste Zivilisation und Kultur erreichen können.
- Arthur de Gobineau: Essai sur l’inégalité des races humaines. Librairie de Firmin Didot Frères, Paris (6 Bände, 1853–1855).

Gobineau postulierte eine weiße, eine gelbe und eine schwarze Rasse, von denen er die weiße, die aus Sibirien stamme, für die überlegene hielt. Im dritten Buch behandelte er die Arier, die innerhalb der weißen Rasse die „Herrenrasse“ (franz. race supérieure) und die vorrangig kulturschöpfende Gruppe bilden. Er war überzeugt, dass der gesamte Lauf der Weltgeschichte rassisch bedingt sei und dass eine Vermischung der Herrenrasse mit „minderwertigen Rassen“ zum Zusammenbruch von Kultur und Zivilisation führen werde. Seine Überlegungen hatten später entscheidenden Einfluss auf die Rassenideologie im Nationalsozialismus.
- Josiah C. Nott, George Gliddon: Types of Mankind. Or, Ethnological Researches, based upon the Ancient Monuments, Paintings, Sculptures, and Crania of Races, and upon their Natural, Geographical, Philological, and Biblical History. Trübner & Co., London 1854 (Vollansicht der 7. Auflage von 1855 in der Google-Buchsuche). Digitalisat. In: Internet Archive. Abgerufen am 19. Oktober 2024.

Nott und Gliddon, deren Positionen stark von denen Nortons beeinflusst waren, bewarben in diesem umfangreichen und viel gelesenen Buch die Idee, dass Gott die verschiedenen Rassen unabhängig voneinander geschaffen habe.

### 1861–1880
- Paul Broca: Sur le volume et la forme du cerveau suivant les individus et suivant les races. In: Bulletin Societé d’Anthropologie Paris. 1861, S. 304 (Vollansicht in der Google-Buchsuche).

Broca, ein französischer Arzt, hat Schädel vermessen, um Unterschiede zwischen menschlichen Rassen nachzuweisen. Er hielt weiße Männer für allen anderen Menschen überlegen.
- Franz Ignaz Pruner: Mémoire sur les nègres. 1861 (Vollansicht in der Google-Buchsuche – Vortrag, gehalten am 17. Januar und 21. Februar 1861 vor der Société d'Anthropologie).

Der deutsche Arzt und Anthropologe schrieb den „Negern“ eine ausgeprägte Prognathie zu, die er, neben anderen körperlichen Merkmalen, als Beweis für ihre nahe Verwandtschaft zu den Affen darstellte.
- Carl Vogt: Vorlesungen über den Menschen, seine Stellung in der Schöpfung und in der Geschichte der Erde. 1863 (Vollansicht in der Google-Buchsuche).

Der deutsch-schweizerische Gelehrte und Politiker war ein Anhänger der Evolutionstheorie, glaubte aber, die „Neger“ gehören einer anderen Spezies an als die Weißen.
- Ernst Haeckel: Natürliche Schöpfungsgeschichte. G. Reimer, Berlin 1868 (eingeschränkte Vorschau in der Google-Buchsuche). Digitalisat. In: Internet Archive. Abgerufen am 18. Oktober 2024.

Haeckel war stark von Darwin beeinflusst (der selbst keine Menschenrassen anerkannt hat). Er postulierte, orientiert an der Stammbaumtheorie des Sprachwissenschaftlers August Schleicher, zehn „Menschen-Arten“, bei denen er wiederum verschiedene „Abarten“ unterschied. Die südwestasiatischen Arier, die Germanen, die Romanen und die Slaven sah er als Repräsentanten eines „indogermanischen“ Zweigs des „kaukasischen Menschen“ (Homo caucasicus); dessen „semitischem“ Zweig ordnete Haeckel die Araber, Berber, Abessinier und Juden zu. Die „kaukasische Menschenart“ hielt er für „die vollkommenste von allen“. Die Nationalsozialisten beriefen sich auf Haeckel später, um Rassismus, Nationalismus und Sozialdarwinismus zu rechtfertigen.
- Francis Galton: Hereditary Genius. An Inquiry Into Its Laws and Consequences. Macmillan Publishers, London 1869 (Vollanzeige in der Google-Buchsuche). Digitalisat. In: galton.org. Abgerufen am 18. Oktober 2024.

Galton, der später durch die Begründung der Eugenik hervorgetreten ist, behandelt in diesem Text vor allem die Frage der Erblichkeit von Intelligenz. Daneben legte er hier aber auch seine Auffassungen zu den menschlichen Rassen dar; die europäischen hielt er für die überlegenen, die „Neger“ zählte er zu den niedrigsten.
- Oscar Peschel: Völkerkunde. Duncker & Humblot, Leipzig 1874 (Vollansicht in der Google-Buchsuche – Englische Übersetzung 1876 unter dem Titel „The Races of Man and their Geographical Distribution“).

Peschel präsentiert in diesem Buch seine eigene Klassifikation, die sieben verschiedene Hauptrassen umfasst: 1. Australier, 2. Papuanen, 3. Mongolen, 4. Dravida, 5. Hottentotten und Buschmänner, 6. Neger und 7. Mittelländische Völker. Als eine Untergruppe der letzteren nennt er u. a. den „indoeuropäischen Stamm“, der neben anderen auch die „Germanen (Skandinavier, Gothen, Germanen)“ einschließt.
- Paul Topinard: L'Anthropologie. C. Reinwald et Cie., Paris 1876 (Vollansicht in der Google-Buchsuche).

Topinard bemüht sich in diesem Buch um eine Verteidigung und Popularisierung der rassenanthropologischen Gedanken seines Lehrers Broca und beschreibt darin (und in seinem 1885 publizierten Werk Éléments d'Anthropologie Générale) die Methoden und Ergebnisse der Anthropometrie. Topinard schließt dabei eine Methodenkritik ein: Besonders lehnt er es ab, von Schädelmessungen leichtfertige Rückschlüsse auf rassische Charakterzüge zu ziehen, und die Tendenz der Rassenklassifizierungen, sich immer kleinteiliger zu verzweigen.
- Theodor Pösche: Die Arier. Ein Beitrag zur historischen Anthropologie. Costenoble, Jena 1878. Digitalisat. Abgerufen am 26. Oktober 2024.

Der deutsche Geograf vertrat die Auffassung, dass die Indogermanen einer eigenständigen „blonden Rasse“ angehören, deren Ursprung er in den Rokitnosümpfen im heutigen Belarus vermutete. Ihre letzten Nachfahren waren nach Pösche die „germanischen Arier“.

### 1881–1900
- René Collignon: Étude anthropométrique élémentaire des principales races de France. In: Bulletin de la Societé d Anthropologie de Paris. Band 3, 1883, S. 463–526 (Vollansicht in der Google-Buchsuche).

Der französische Militärarzt (1856–1932) führte anthropometrische Messungen an Rekruten u. a. mit dem Ziel durch, die rassische Zusammensetzung der französischen Population zu ermitteln.
- Karl Penka: Origines Ariacae. Linguistisch-ethnologische Untersuchungen zur ältesten Geschichte der arischen Völker und Sprachen. Karl Prochaska, Wien, Teschen 1883. Digitalisat. In: Internet Archive. Abgerufen am 31. Oktober 2024.

Penka, ein Pionier der These des „arischen Germanentums“, entfaltet hier ein weites episches Panorama der Geschichte der „arischen Race“, die in der letzten Eiszeit tapfer und stark genug gewesen sei, um den vergletscherten Norden zu besiedeln und von dort aus nach und nach Europa zu erobern und darin ihre Sprache und Kultur zu verbreiten.
- John Beddoe: The Races of Britain. A Contribution To The Anthropology Of Western Europe. J. W. Arrowsmith, Bristol 1885 (eingeschränkte Vorschau in der Google-Buchsuche).

Der britische Anthropologe hat fast 20 Jahre lang Feldforschung betrieben, um die rassische Zusammensetzung der Population der Britischen Inseln wissenschaftlich exakt zu bestimmen.
- Ludwig Wilser: Die Herkunft der Deutschen. Neue Forschungen über Urgeschichte, Abstammung und Verwandtschaftsverhältnisse unseres Volkes. G. Braunsche Hofbuchhandlung, Karlsruhe 1885 (Vollansicht in der Google-Buchsuche).

Wilser beschreibt die Germanen als den „letzte[n] reine[n] und rasseächte[n] Kern des arischen Urvolks, deren Stämme nachgewiesener Massen grossenteils aus Skandinavien selbst oder doch aus den angrenzenden Gebieten Nordeuropas in geschichtlicher Zeit ausgewandert sind“.
- Rudolf Virchow: Gesammtbericht über die von der deutschen anthropologischen Gesellschaft veranlassten Erhebungen über die Farbe der Haut, der Haare und der Augen der Schulkinder in Deutschland. In: Archiv für Anthropologie. Band 16, 1886, S. 275–475.

Virchow hat, obwohl er ein bekannter Gegner des politischen Antisemitismus war, in dieser Studie „Juden“ und „Deutsche“ als rassisch verschieden beschrieben.
- Joseph Jacobs: Studies in Jewish Statistics. Social, Vital and Anthropometric. D. Nutt, London 1891 (eingeschränkte Vorschau in der Google-Buchsuche). Digitalisat. In: Internet Archive. Abgerufen am 18. Oktober 2024.

Der australische Schüler von Francis Galton legte 1891, als Reaktion auf den europäischen Antisemitismus, die erste jüdische Rassenkunde vor. Er hielt die Juden für eine Rasse und unternahm den Versuch, diese unbefangen zu beschreiben.
- Otto Ammon: Die natürliche Auslese beim Menschen. Auf Grund der anthropologischen Untersuchungen der Wehrpflichtigen in Baden und anderer Materialien. Gustav Fischer, Jena 1893. Digitalisat. In: Internet Archive. Abgerufen am 3. Oktober 2024.

Ammon war, gemeinsam mit Vacher de Lapouge, der Begründer der sogenannten Sozialanthropologie, die es sich zum Ziel gesetzt hat, den Rassismus auf eine wissenschaftliche Grundlage zu stellen. Ammon hat als einer der Ersten umfangreiche anthropometrische Messungen an deutschen Soldaten vorgenommen.
- Alfred Ploetz: Die Tüchtigkeit unserer Rasse und der Schutz der Schwachen. Ein Versuch über Rassenhygiene und ihr Verhältnis zu den humanen Idealen, besonders zum Socialismus. Fischer, Berlin 1895 (Grundlinien einer Rassen-Hygiene, 1. Theil).
- Alfred Ploetz: Ziele und Aufgaben der Rassenhygiene. In: Vierteljahresschrift für öffentliche Gesundheitspflege. Band 43, 1911, S. 164–191. Digitalisat. In: Internet Archive. Abgerufen am 21. Oktober 2024.

Ploetz' erstgenannte Schrift gilt, neben Wilhelm Schallmayers Buch Über die drohende körperliche Entartung der Kulturmenschheit (1891), als einer der Gründungstexte der Rassenhygiene.
- Giuseppe Sergi: Origine e diffusione della stirpe mediterranea. Società editrice Dante Alighieri, Roma 1895 (Vollansicht der deutschen Fassung von 1897 in der Google-Buchsuche).
- Giuseppe Sergi: L’uomo secondo le origini, l'antichità, le variazioni e la distribuzione geografica. Fratelli Bocca, Mailand, Turin, Rom 1911. Digitalisat. In: Internet Archive. Abgerufen am 25. Oktober 2024.

Sergi hat nicht nur eine Rassensystematik aufgestellt, mit der „mittelländischen Rasse“ an der Spitze, sondern vertrat wie viele seiner Zeitgenossen auch starke Auffassungen zur „Degeneration“ und zur Eugenik.
- Samuel Weissenberg: Die südrussischen Juden. Eine anthropometrische Studie mit Berücksichtigung der allgemeinen Entwickelungsgesetze. In: Archiv für Anthropologie (Sonderabdruck). Band 23, Nr. 3/4. Friedrich Vieweg und Sohn, Braunschweig 1895. Digitalisat. In: Internet Archive. Abgerufen am 18. Oktober 2024.
- Samuel Weissenberg: Das Wachstum des Menschen nach Alter, Geschlecht und Rasse. Strecker & Schröder, Stuttgart 1911 (Studien und Forschungen zur Menschen- und Völkerkunde, Band VIII). Digitalisat. In: Internet Archive. Abgerufen am 18. Oktober 2024.

Der ukrainische Arzt war ein weiterer viel beachteter jüdischer Rassenwissenschaftler. Wie Jacobs nahm er an, dass die Juden eine eigene Rasse bilden.
- Joseph Deniker: Les races de l'Europe. L'indice céphalique en Europe. Association Française pour l'Avancement des Sciences, Paris 1897 (Vollansicht des französischen Originals in der Google-Buchsuche – 2 Bände). Digitalisat. In: Internet Archive. Abgerufen am 18. Oktober 2024.
- Joseph Deniker: Races et peuples de la terre. Elements d'anthropologie et d'ethnographie. Schleicher Frères, Paris 1900 (Vollansicht der englischen Übersetzung in der Google-Buchsuche). Digitalisat des französischen Originals. Abgerufen am 26. Oktober 2024.

Der französisch-russische Naturforscher und Anthropologe legt hier seine Rassensystematik vor, die in Europa sechs Hauptrassen (nordisch, atlanto-mediterran, orientalisch, adriatisch, ibero-insular und okzidental) und vier Subtypen umfasst. Deniker verwendet als erster den Terminus der „nordischen Rasse“ (franz. race nordique). Zu Gobineaus Vorschlag einer „arischen Herrenrasse“ bestehen keine direkten Verbindungen.
- Houston Stewart Chamberlain: Die Grundlagen des neunzehnten Jahrhunderts. F. Bruckmann, München 1899 (Vollansicht des 1. Bandes (Ausgabe von 1907) in der Google-Buchsuche).

Chamberlain wendete Gobineaus Gedanken über eine arische bzw. germanische Herrenrasse ins Manichäische, indem er das konstruierte Negativbild der „jüdischen Gegenrasse“ hinzufügte. Weiterhin lud Chamberlain die Rassenideologie mit messianischen, mystischen, sozialdarwinistischen und eugenischen Inhalten auf. Während bei Gobineau Rasse, Nation und Volk noch getrennte Begriffe gewesen waren, verschmolzen sie bei Chamberlain fast untrennbar.
- Georges Vacher de Lapouge: L'Aryen: Son Rôle Social. Albert Fontemoing, Paris 1899 (Vollansicht in der Google-Buchsuche). Digitalisat. In: Internet Archive. Abgerufen am 18. Oktober 2024.

Lapouge war Eugeniker, stark von Gobineau beeinflusst und Begründer der „Anthroposoziologie“. Er gilt als früher Vertreter des Sozialdarwinismus. Die Weltgeschichte war für ihn geprägt durch den Kampf zwischen der höherwertigen, aber schwindenden langschädeligen „arischen Rasse“ und der sich ausbreitenden minderwertigen rundschädeligen „alpinen Rasse“. Als dritte bedeutende europäische Rasse nannte er die „mediterrane“.
- William Z. Ripley: The Races of Europe. A Sociological Study. D. Appleton and Company, New York 1899 (eingeschränkte Vorschau in der Google-Buchsuche). Digitalisat. In: Internet Archive. Abgerufen am 12. Oktober 2024.

Ripley, der vor allem als Kritiker großer amerikanischer Industrien hervorgetreten ist, hat am Ende des 20. Jahrhunderts einen Großteil der bis dahin veröffentlichten rassentheoretischen Literatur gesichtet, um auf dieser Grundlage die rassische Zusammensetzung der europäischen Population zu bestimmen. Er trat Deniker entgegen, der von einer Vielzahl europäischer Rassen ausging, und übernahm die drei von Lapouge postulierten Rassen.

## 20. Jahrhundert

### 1901–1920
- Ludwig Woltmann: Politische Anthropologie. Eine Untersuchung über den Einfluß der Descendenztheorie auf die Lehre von der politischen Entwicklung der Völker. Thüringische Verlags-Anstalt, Eisenach, Leipzig 1903 (Vollansicht in der Google-Buchsuche).

Woltmann war stark von Lapouge beeinflusst und hat viel zu dessen Popularisierung beigetragen. Neben Lapouge, Ammon und Schemann war er einer der wichtigsten Vertreter der Sozialanthropologie. Wie Gobineau lag ihm vor allem daran, die Rassenlehre zum Kernstück historischer Interpretationen zu machen.
- Nicolás Palacios: Raza Chilena. Libro escrito por un chileno i para los chilenos. Gustavo Schäfer, Valparaíso 1904 (Vollansicht in der Google-Buchsuche).

Der chilenische Arzt legt, vor dem Hintergrund eines wachsenden xenophoben Nationalismus in seinem Land, in diesem Buch seine Auffassung dar, dass aus der Vermischung zweier vergleichsweise primitiver Rassen eine „chilenische Rasse“ entstanden sei, die anderen Rassen heute überlegen sei.
- Herbert Hope Risley: The People of India. Thacker, Spink & Co., Calcutta 1908 (Vollansicht in der Google-Buchsuche).

Der Ethnograf Risley führte in Britisch-Indien ausgedehnte Feldstudien (Vermessung der Nasen) durch, um die rassische Zusammensetzung der einheimischen Bevölkerung zu erfassen.
- Madison Grant: The Passing of the Great Race or the Racial Basis of European History. Charles Scribner's Sons, New York 1916 (Vollansicht in der Google-Buchsuche).

Grant übernahm Ripleys Rassensystematik, popularisierte aber Denikers Terminus der „nordischen Rasse“ und bewarb den Gedanken, dass diese Rasse allen anderen überlegen sei.
- Rolf Nordenstreng: Europas människoraser og folkslag. P. A. Norstedt & Söner, Stockholm 1917 (Vollansicht der 3. Auflage von 1926 in der Google-Buchsuche).
- Rolf Nordenstreng: An Orientating Synopsis of the Racial Status of Europe. In: Hermann Lundborg, F. J. Linders, S. Wahlund (Hrsg.): The Racial Characters of the Swedish Nation. The Swedish State Institute for Race Biology, Uppsala 1926, S. 36–49.

Der finnlandschwedische Volkskundler unterschied fünf europäische Hauptrassen: die nordische, die ostbaltische, die mediterrane, die alpine und die dinarische.
- Livio Livi: Gli Ebrei alla Luce della Statistica. Caratteristiche antropologiche e patologiche ed individualità etnica. Vallecchi, Firenze 1918. Digitalisat. In: sammlungen.ub.uni-frankfurt.de. Abgerufen am 30. Oktober 2024.

Der italienische Statistiker (1891–1969) hat die Juden in diesem Werk als „Rasse“ klassifiziert.
- Lothrop Stoddard: The Rising Tide of Color Against White World Supremacy. Charles Scribner's Sons, New York 1920 (Vollansicht der Ausgabe von 1921 in der Google-Buchsuche). Digitalisat der Ausgabe von 1921 im Project Gutenberg

Der amerikanische Historiker Stoddard, ein Mitglied des Ku-Klux-Klan, war überzeugt, dass das Schicksal der Zivilisation durch Rasse und Vererbung bestimmt sei, und prägte in diesem Buch das Schlagwort vom „Untermenschen“. Er warnte vor einer bevorstehenden nicht-weißen Bevölkerungsexplosion, durch welche die nordische Rasse in eine Minderheitenstellung gedrängt werde. Stoddard verachtete besonders die Schwarzen, die er für „Wilde“ hielt, und die Juden, weil er glaubte, sie haben „Negerblut“, mit dem sie durch Mischehen die nordischen USA vergiften.

### 1921–1940
- Eugen Fischer, Erwin Baur, Fritz Lenz: Grundriß der menschlichen Erblichkeitslehre und Rassenhygiene. J. F. Lehmanns, München 1921 (Vollansicht des 1. Bandes in der Google-Buchsuche – 2 Bände). Digitalisat im Project Gutenberg Digitalisat des 1. Bandes. In: Internet Archive. Abgerufen am 21. Oktober 2024.

Gilt als das wichtigste rassenhygienische Lehrbuch der Zwischenkriegszeit.
- Hans F. K. Günther: Rassenkunde des deutschen Volkes. J. F. Lehmann, München 1922 (Vollansicht in der Google-Buchsuche).
- Hans F. K. Günther: Rassenkunde des jüdischen Volkes. J. F. Lehmann, München 1929 (Digitalisat).

Der im nationalsozialistischen Deutschland vielgelesene Philologe kompilierte mit wissenschaftlichem Anspruch eine umfangreiche Auswahl der vorhandenen Literatur, um daraus im Anschluss seine eigenen Thesen zu entwickeln. Im erstgenannten Buch postulierte er, in freier Anlehnung an Deniker, sieben „Rassen“, die im deutschsprachigen Raum in ungleichen Mischungsanteilen vorhanden seien und unter denen die „nordische“ die einzig kulturschöpfende und kulturerhaltende und die einzig wertvolle sei; gleichzeitig sei sie – teils durch „Rassenvermischung“, teils durch bestimmte gesellschaftliche Entwicklungen – aber auch in ihrem Bestand bedroht. Den Ausweg sah Günther in einer konsequenten eugenischen Praxis und einer biologischen „Aufnordnung“ der Deutschen, wobei er vor allem eine Zurückdrängung der „ostischen Rasse“ im Sinn hatte. Günther wurde u. a. mit diesem Buch und dessen Kurzversion Kleine Rassenkunde des deutschen Volkes zum meistgelesenen Vertreter des Nordizismus. Im zweitgenannten Buch entwickelte Günther die These, dass die Juden ein Volk bilden, dessen aschkenasischer Zweig hauptsächlich von der „vorderasiatischen Rasse“ geprägt sei; diese sei den europäischen „Rassen“ so fremd und schädlich, dass die Juden zum beiderseitigen Schutz segregiert werden müssten.
- Ludwig Ferdinand Clauß: Rasse und Seele. Eine Einführung in die Gegenwart. J. F. Lehmann, München 1926.
- Ludwig Ferdinand Clauß: Die nordische Seele. Artung, Prägung, Ausdruck. Max Niemeyer, Halle an der Saale 1932 (Vollansicht in der Google-Buchsuche – Späterer Untertitel: „Eine Einführung in die Rassenseelenkunde“).

Clauß, ein Schüler Edmund Husserls, der außer Philosophie und Philologie auch Psychologie studiert hatte, war der zweite große Autor der nationalsozialistischen Rassenideologie. Er versuchte, eine „Rassenseelenkunde“ zu begründen, die auf der Phänomenologie Husserls aufbaute. Statt biologischer Rassenmerkmale stehen hier expressive psychologische Typen im Vordergrund.
- Ludwig Schemann: Die Rasse in den Geisteswissenschaften. Studien zur Geschichte des Rassengedankens. J. F. Lehmanns, München (3 Bände, 1928–1931).

Schemann ist vor allem als Übersetzer und Popularisator Gobineaus bekannt geworden, trug zur Rassenanthropologie aber auch dieses eigene Werk bei; inhaltlich ist es stark an Gobineau angelehnt.
- Jan Czekanowski: Zarys Antopologii Polskii. Jakubowski, Lwow 1930.

Der polnische Anthropologe und Ethnologe hat in diesem Buch die bisherigen Ergebnisse seiner Forschung zur rassischen Zusammensetzung der polnischen Population zusammengefasst. Er beschreibt darin vier primäre Formen bzw. Rassenelemente: einen nordischen, einen lapponoiden, einen armenoiden und einen mediterranen (iberoinsularen); aus deren Mischung ergeben sich nach Czekanowski sechs Mischformen bzw. „anthropologische Typen“ im engeren Sinne, nämlich ein subnordischer, ein nordwestlicher, ein dinarischer, ein alpiner, ein präslawischer (submediterranoider, sublapponoider) und ein litoraler (orientalischer) Typus.
- Egon von Eickstedt: Die rassischen Grundlagen des deutschen Volkes. Schaffstein, Köln 1934.
- Egon von Eickstedt: Rassenkunde und Rassengeschichte der Menschheit. Enke, Stuttgart 1934. Digitalisat. In: Internet Archive. Abgerufen am 28. Oktober 2024.

Die Rassensystematik des deutschen Anthropologen ist, nach der von Günther, eine weitere Variation der von Deniker vorgeschlagenen Systematik.
- Carleton S. Coon: The Races of Europe. Macmillan, New York 1939 (eingeschränkte Vorschau in der Google-Buchsuche). Digitalisat. In: Internet Archive. Abgerufen am 21. Oktober 2024.
- Carleton S. Coon: The Origin of Races. Knopf, New York 1962. Digitalisat. In: Internet Archive. Abgerufen am 21. Oktober 2024.

Der amerikanische Archäologe und Anthropologe unterschied fünf menschliche Rassen: eine kaukasische, eine negride („congoid“), eine nordafrikanische („capoid“), eine mongolide und eine australide, von denen er annahm, dass sie sich aus jeweils unterschiedlichen Populationen des Homo erectus entwickelt haben. Als er 1962 das zweitgenannte Buch veröffentlichte – sein Opus magnum –, waren Rassentheorien auch in den Vereinigten Staaten bereits stark umstritten.

### 1941–1960
- Renato Biasutti: Le Razze e i Popoli della Terra. Unione tipografico-editrice torinese, Turin (4 Bände, 1941–1967). Digitalisat der Ausgabe von 1959, 1. Band. Abgerufen am 28. Oktober 2024.

Eine weitere Rassensystematik, die an die Denikers angelehnt ist.

### 1961–1980
- Frank B. Livingstone, Theodosius Dobzhansky: On the Non-Existence of Human Races. In: Current Anthropology. Band 3, Nr. 3, Juni 1962, S. 279–281, JSTOR:2739576.

Das amerikanische Autorenteam begründet in diesem kurzen Text seine – in der zeitgenössischen Anthropologie noch „unorthodoxe“  – Auffassung, dass das Konzept menschlicher Rassen vom biologischen Standpunkt aus unhaltbar sei. Die Existenz unterschiedlicher Erscheinungsformen der Art Mensch erklären Livingstone und Dobzhansky als Folge der evolutionären Anpassung an unterschiedliche Habitate.

### 1981–2000
- Charles Murray, Richard Herrnstein: The Bell Curve. Free Press, New York 1994, ISBN 0-02-914673-9.

Das Buch der beiden Wissenschaftler über die ungleiche Verteilung von Intelligenz in der amerikanischen Population ist von verschiedenen Seiten mit jeweils unterschiedlichen Argumenten kritisiert worden. Eine der lebhaftesten Kontroversen entbrannte im Anschluss daran, dass die Autoren hohe und niedrige Intelligenz mit der ethnischen bzw. Rassenzugehörigkeit der Probanden in Verbindung brachten.

## Seit 2001
- Nicholas Wade: A Troublesome Inheritance. Genes, Race and Human History. Penguin Press, New York 2014, ISBN 978-1-59420-446-3 (eingeschränkte Vorschau in der Google-Buchsuche).

Der britische Journalist postuliert in diesem Buch drei menschliche Rassen – eine kaukasische, eine afrikanische und eine asiatische –, die nach seiner Darstellung von Geburt an charakteristische intellektuelle und Verhaltensmerkmale haben.